# Lucijan Krivec
Lucijan Krivec, slovenski agronom in gospodarstvenik, * 30. oktober 1929,  Lončarjev Dol, *  22. december 2011 ,  Ljubljana.

## Življenjepis
Krivec je leta 1958 diplomiral na ljubljanski Agronomski fakulteti in leta 1984 doktoriral na Biotehniški fakulteti v Ljubljani.
Krivec je za svoje življenjsko delo (izpopolnjevanje tehnologij reje prašičev v velikih farmah) prejel nagrado Justus von Leibig  (1974) in leta 1999 Nagrado mesta Ljubljane. Tehnologijo prireje prašičev je prenašal tudi v tujino. Med največjimi projekti je bil uspešen zagon farme v nemškem mestu Eberswalde.
Dne 28. novembra 2009 je Krivec v Sevnici  predstavil knjigo: 41 let s Farmo Ihan in prispevki ihanske tehnologije evropski in svetovni prašičjereji.(COBISS)

## Delo
Po diplomi se je najprej zaposlil na Republiški poslovni zvezi, od leta 1959 pa je vodil prašičjo farmo v Ihanu (uradno, Farme Ihan d.d.) Kot glavni tehnolog je sodeloval pri gradnji prek 40 prašičjih farm v nekdanji SFRJ in tujini.